# ایرینا خوخلووا
ایرینا خوخلووا (انگلیسی: Iryna Khokhlova؛ زادهٔ ۲۹ ژانویهٔ ۱۹۹۰) ورزشکار پنج‌گانه مدرن اهل اوکراین است.
وی در مسابقات کشوری و بین‌المللی در مجموع برندهٔ ۱ مدال طلا، ۳ مدال نقره، ۲ مدال برنز شده‌است.

## زندگی
خوخلووا در آمروسیفسکی زاده‌شد.

## حرفه
خوخلووا همچنین از ورزشکاران پنج‌گانه مدرن در بازی‌های المپیک تابستانی ۲۰۱۲ و ۲۰۱۶ بوده‌است.